# Jan Pasveer
Jan Pasveer (Coevorden, 10 februari 1933 – Zaandam, 15 januari 2005) was een Nederlandse dirigent, kerkmusicus en muziekpedagoog.

## Leven en werk
Jan Pasveer groeide op in Coevorden in Drenthe. Zijn eerste muzieklessen kreeg hij van Willem Hendrik Zwart op het orgel en van de Fries Rients Beintema voor koordirectie. Op vijftienjarige leeftijd werd hij de vaste organist van de Nederlands Hervormde Kerk van Oosterhesselen, en op zestienjarige leeftijd dirigent van het koor Soli Deo Gloria in De Nieuwe Krim. Hij kwam tot het inzicht dat zijn handen te klein waren om zich te ontwikkelen tot een goede, professionele organist, en richtte zich op het dirigeren. In 1959 voltooide Jan Pasveer door avondstudie de opleiding koordirectie bij Henri Geraedts in Den Haag, en in 1960 de opleiding schoolmuziek, beide via het staatsexamen. Daarnaast studeerde hij enige tijd zang bij Jaap Stroomenbergh, orgel en piano bij Cor Kee, cello bij Corry Jansen-Reder en voorts orkestdirectie, aanvankelijk bij Jaap Spaanderman, en later bij Jean Fournet door als geselecteerde kandidaat bij hem tweemaal - in 1967 en 1969 - de internationale dirigentencursus van de Nederlandse Radio Unie (later: NOS) te volgen. Beide keren was hij finalist. 
In 1955 vestigde Jan Pasveer zich in Zaandam, hij was daar in 1953 benoemd tot organist van de Zuiderkerk. In 1961 werd hij na enkele jaren docentschap muzikale vorming directeur van de muziekschool Zaanstreek, een instituut dat - mede door de pedagogische en didactische kwaliteiten van Jan Pasveer - een voorbeeldfunctie had als het gaat om professioneel muziekonderwijs aan amateurs in Nederland. Daarnaast was Pasveer een van de initiatiefnemers van de oprichting van de Muziek Pedagogische Academie Alkmaar.
Jan Pasveer was tussen 1969 en 1994 hoofdvakdocent koordirectie aan het Amsterdams Muzieklyceum en het latere Sweelinck Conservatorium. In 1980 volgde hij Simon C. Jansen op als dirigent van Westerkerkkoor in Amsterdam. Met het destijds daartoe opgerichte Bachorkest, een ensemble van professionele musici, voerde het Westerkerkkoor, dat bestaat uit geschoolde amateur zangers, ongeveer negen keer per jaar een cantate van Johann Sebastian Bach of een ander vocaal werk uit in de context van een cantatedienst in de Westerkerk. Voorts richtte Jan Pasveer in de jaren zeventig het Zaans Cantatekoor op, een gezelschap van geschoolde amateur zangers dat ongeveer elke maand op zaterdagmiddag een cantate van Bach of een ander vocaal werk uitvoerde in de Zaanse Westzijderkerk (Bullekerk). Met dit koor was hij in 1988 ook betrokken bij de première van de opera Montag aus Licht van Karlheinz Stockhausen in Milaan. Ook werden met dit koor enkele langspeelplaten (lp) en CD’s opgenomen (met onder andere psalmen van Sweelinck, cantates en motetten van Bach, werken van Ton de Leeuw, Jan Valkestijn en Jan Pasveer, alsmede een selectie van Christmas Carols). Het Zaans Cantatekoor kreeg in 1990 de prijs voor de beste uitvoering van repertoire uit de 20e eeuw op het internationaal koorfestival in Nis (Servië). Jan Pasveer dirigeerde voorts diverse oratoriumkoren in Nederland (Leiden, Zaandam, Heemstede, Haarlem), veelal begeleid door het Noord-Hollands Philharmonisch orkest (later: Holland Symfonia). Ook werkte hij met het Residentieorkest, het Gelders orkest en het Radio Kamerorkest.
Pasveer was bestuurslid van tal van commissies op het gebied van (kerk)muziek. Hij was enkele jaren (1977-1982) voorzitter van de Gereformeerde Organistenvereniging, waarmee hij bijdroeg aan de vorming van amateur organisten, voorts van het Nederlands Instituut voor Kerkmuziek in Utrecht en een aantal jaren voorzitter/lid van de muziekcommissie van de Koninklijke Christelijke Zangersbond (KCZB). Ook was hij voorzitter van uiteenlopende jury’s voor vocalistenpresentaties (waaronder de Erna Spoorenberg vocalistenpresentatie van de KCZB), koorwedstrijden en koorzang. Hij was enkele jaren jurylid bij het internationaal koorfestival in Varna (Bulgarije), waar hij ook workshops gaf. Hij bewerkte het in Bulgarije tot stand gekomen boek “Koorkunde” voor gebruik in Nederland, een handboek voor koordirigenten en koorzangers. Verder werkte Jan Pasveer aan een proefschrift (onvoltooid) over de getallensymboliek in de muziek van Johann Sebastian Bach, in het bijzonder het Magnificat (BWV 243).
Jan Pasveer beijverde zich voor professionalisering van en vernieuwing in de kerkmuziek, en componeerde verschillende werken voor koor, waaronder Agnus Dei, Nunc Dimittis, Magnificat en de cantate Nulla Salus Bello. Een aantal van zijn composities en harmonisaties voor koor is uitgegeven via Harmonia en de KCZB. Enkele door hem gecomponeerde kerkliederen zijn opgenomen in het Liedboek voor de Kerken (1973) en de opvolger daarvan: Liedboek - zingen en bidden in huis en kerk (2013). Hij schreef in 1974 met J.N. Lammens en Niek Schuman het boek “Vespers vieren” over de introductie van muzikale vespers in de protestantse liturgie. In 2001 verscheen het boek "Het kerklied - een geschiedenis" waarvan hij de redactie voerde, samen met Jan Luth en Jan Smelik. Eerder was hij muziekadviseur bij het Convent der Kerken (IKON) en redigeerde hij voor de NCRV kerkmuziekprogramma’s. Jan Pasveer presenteerde voor de radio enkele jaren “Schriftnoten”, een programma over kerkmuziek, waaronder de cantates van Johann Sebastian Bach.
Jan Pasveer was officier in de Orde van Oranje-Nassau. Hij stierf plotseling en werd op 20 januari 2005 begraven op de Algemene Begraafplaats in Zaandam.  Daaraan voorafgaand werd een afscheidsdienst gehouden in de Westerkerk in Amsterdam: onder leiding van Joop Schets voerden leden van het Westerkerkkoor en oud-leden van het Zaans Cantatekoor, het Bachorkest, Piet Hulsbos (continuo) en solisten de Actus Tragicus (Gottes Zeit ist die allerbeste Zeit, cantate BWV 106) van Johann Sebastian Bach en Nunc Dimittis van Jan Pasveer uit. Gertru Pasveer speelde op harp Ground in C minor van William Croft, Kathinka Pasveer bracht op fluit Zungenspitzentanz uit de opera Samstag aus Licht van Karlheinz Stockhausen en Marianne Smit speelde op harp L'eternel rêveur van Marcel Tournier. Jos van der Kooy, cantor-organist van de Westerkerk bespeelde het grote orgel.
Hein Meens volgde Jan Pasveer in 2005 op als dirigent van het Westerkerkkoor en Bachorkest.